# Китченківка
Китче́нківка —  село в Україні, у Краснокутській селищній громаді Богодухівського району Харківської області. Населення становить 438 осіб. До 2020 орган місцевого самоврядування — Китченківська селищна рада.

## Географія
Село Китченківка розташоване на відстані 4 км від річки Грузька (правий берег). Межує з селом Коломацький Шлях. Через село проходить автомобільна дорога Т 2106.
Китченківка розташована за 15 км від Краснокутська та за 14 км від залізничної станції Водяна.

## Історія
Історія села Китченківки бере початок з 80-х років XIX століття. Спочатку наше село являло собою хутір. Першим поселенцем був М. М. Китченко, житель Краснокутська, від прізвища якого й пішла назва села. На жаль, більше ніяких документальних відомостей з даного питання не збереглося. Тобто, історія заснування нового поселення була подібна й до сусіднього села Качалівки, яке також заснували вихідці з Краснокутська. Навколишні села Ковальчуківка, Коломацький шлях, Комсомольське, Благодатне, Настенківка (ще є на карті),  Колядівка, Сухомлинівка, Сергіївка, Красний Яр (даних про села не залишилося), які входили до складу Китченківської сільської ради, виникли уже на початку XX століття.
Перша радянська окупація в селі розпочалася у 1918 році. Під час німецько-радянської війни 342 мешканці села брали в ній участь, 138 загинуло.
У повоєнний час на території Китченківської сільської ради був розташований колгосп імені Куйбишева, правонаступником якого нині є СТОВ «Нива». Господарство спеціалізувалося на вирощуванні зернових і технічних культур та скотарстві м'ясомолочного напряму.
Початкова школа була заснована у 1909 році земством, а заняття розпочалися у 1910 році. Нове теперішнє приміщення школи було збудоване у 1961 році, а у 2013 році школа святкувала ювілейний 50 випуск учнів. У Китченківській школі у 1932—1935 роках навчався відомий український письменник-фантаст Микола Дашкієв, а його мати Єфросинія Семенівна працювала директором школи. Сільський будинок культури побудований у 1966 році. Також у селі є фельдшерсько-акушерський пункт, бібліотека, відділення поштового зв'язку, дві крамниці.
12 червня 2020 року, розпорядженням Кабінету Міністрів України № 725-р «Про визначення адміністративних центрів та затвердження територій територіальних громад Харківської області», увійшло до складу Краснокутської селищної громади.
19 липня 2020 року, в результаті адміністративно-територіальної реформи та ліквідації Краснокутського району, село увійшло до складу Богодухівського району.